# Metopoceras duseutrei
Metopoceras duseutrei là một loài bướm đêm thuộc họ Noctuidae. Nó được tìm thấy ở Maroc, Algérie và Mauritanie.
Con trưởng thành bay từ tháng 3 đến tháng 4.